# Oskar Rummel
Oskar Rummel (* 27. Juli 1921 in Erlenbach am Main; † 2. August 2002 in Lohr am Main) war ein deutscher Politiker (SPD).
Rummel besuchte das humanistische Gymnasium in Lohr am Main und wurde nach seinem Abitur in den Reichsarbeits-, Wehr- und Kriegsdienst eingezogen. Er saß in Frankreich, England und Kanada in Kriegsgefangenschaft. Nach seiner Entlassung wurde er 1947 Verwaltungsbeamter beim Nervenkrankenhaus Lohr, wo er zuletzt Verwaltungsamtmann war. Außerdem war er ehrenamtlicher Vorsitzender der Gewerkschaft ÖTV in Lohr. Rummel trat der SPD 1947 bei, deren Kreisvorsitzender er von 1950 an war. 1952 wurde er Mitglied sowohl des Kreistags als auch des Kreisausschusses in Lohr am Main, nach der Kreisreform nahm er diese Mandate im neuen Landkreis Main-Spessart wahr. Von 1962 bis 1978 war er Mitglied im Bayerischen Landtag. 1978 trat er aus der SPD aus und wurde Mitglied der Freien Wähler Bayern.